# Dulcinea (pel·lícula de 1962)
Dulcinea és una pel·lícula dramàtica de coproducció hispano-italiano-alemanya de 1962 dirigida per Vicente Escrivá i basada en l'obra de Gaston Baty. Fou protagonitzada per Millie Perkins, Cameron Mitchell i Folco Lulli. Fou seleccionada per representar Espanya a l'Oscar a la millor pel·lícula de parla no anglesa als Premis Oscar de 1962, però finalment no fou nominada.

## Sinopsi
Sancho és encarregat pel Quixot d'entregar a Aldonza, mossa d'una venta castellana, d'una carta adreçada a Dulcinea. La carta commou tant la noia que adopta la personalitat de Dulcinea, visita el Quixot en el seu llit de mort i marxa pels camins repartint caritat fins que és detinguda per la Inquisició, que l'acusa de bruixeria.

## Repartiment
- Millie Perkins - Aldonza / Dulcinea
- Folco Lulli - Sancho Panza
- Cameron Mitchell - El Renegado
- Walter Santesso - Diego
- Vittoria Prada - Blanca
- Pepe Rubio - Inquisidor
- Andrés Mejuto
- Antonio Garisa
- Hans Söhnker
- Ana María Noé - Dona malalta
- José Guardiola - Testimoni en judici
- Antonio Ferrandis - Captaire

## Premis
Medalles del Cercle d'Escriptors Cinematogràfics
| Any  | Categoria          | Pel·lícula        | Resultat   |
| ---- | ------------------ | ----------------- | ---------- |
| 1962 | Millor pel·lícula  | -                 | Guanyadora |
| 1962 | Millors fotografia | Godofredo Pacheco | Guanyador  |